# Борго-Сан Лоренцо (Бјела)
Борго-Сан Лоренцо је насеље у Италији у округу Бијела, региону Пијемонт.
Према процени из 2011. у насељу је живело 182 становника. Насеље се налази на надморској висини од 419 м.